# Euripo (Acarnania)
Euripo (en griego, Εὔριπος) fue una antigua ciudad griega de la región de Acarnania.
Se conoce principalmente a través de testimonios epigráficos. Por un lado, se menciona el nombramiento de teorodocos de la ciudad: hacia el año 356/5 a. C. para acoger al teoro de Epidauro y también en otra inscripción fechada en el periodo 331/0-313 a. C. para acoger al teoro de Nemea. Por otra parte, era una de las ciudades pertenecientes a la confederación acarnania en el siglo III a. C.
En el Periplo de Pseudo-Escílax también se menciona Euripo en Acarnania.
Se ha sugerido que debe localizarse en la bahía de Rouga.